# Frelsens Hær
 For alternative betydninger, se Frelsens Hær (flertydig). (Se også artikler, som begynder med Frelsens Hær)
Frelsens Hær (internationalt Salvation Army) blev grundlagt i London af vækkelsesprædikant og tidligere metodistpræst (General Superintendent) William Booth i 1865.
De startede under navnet Østlondons Kristne Mission, gik over Londons Kristne Mission til Den kristne Mission og fik endelig sit nuværende navn i 1878, hvor man samtidig gik over til en militærlignende styreform; Den Kristne Mission var ikke blot en hær af frivillige – Kristi kærlighed "tvang" dem, som Bramwell Booth udtrykte det – Den Kristne Mission var en frelseshær.
Frelsens Hær er en kirke med en stærk social profil og medlemmerne drives af en social indignation og ønsket om at efterleve Jesu ord om næstekærlighed. Hæren er lavkirkelig og har en fri form for Gudstjeneste.

## Frelsens Hær i Danmark
Frelsens Hær i Danmark blev oprettet som frikirke i 1887 og havde på sit højeste (omkring århundredeskiftet 1900) 92 menigheder i landet.
Frelsens Hær findes i dag i de fleste større byer fra Skagen i nord til Nykøbing Falster i syd og Esbjerg i vest til Rønne i øst. Hæren har p.t. 1047 soldater og 131 civile medlemmer fordelt på godt 30 korps. 
Frelsens Hær begyndte i juli 2008 at yde mikrolån til fattige i Danmark, der er kommet i en vanskelig økonomiske situation. Frelsens Hær driver flere genbrugsbutikker. Fra 2010 til 2013 oplevede Frelsens Hærs genbrugsbutikker et fald i indlevering af tøj på omkring 25 % fra ca. 4.000 tons til 3.000 tons altså ca. 8 % om året. Samtidig havde butikkerne flere kunder, hvilket blev tilskrevet Finanskrisen. Frelsens Hær har også stået for indsamling af tøj til julehjælp til udsatte danskere.

## I Norge
I Norge drives Frelsens Hærs butikker under navnet Fretex, som findes i de fleste større byer i landet.

## I Færøerne
Den 23. oktober 1924 åbnede Frelsens Hær det første korps i Færøerne, det var i Tórshavn. Den første leder var danskeren Ensein A. Juul Pedersen. Før 1924 havde Færøerne flere gange før fået besøg af Frelsens Hær, som standsede på Færøerne på vej til Island. De første møder blev holdt i Losjen i Tórshavn. Efter et år blev 12 soldater indviet og en blev flyttet over fra Norge. Den første tid hørte korpset under Danmark, senere under England, men i 1934 kom korpset under norsk ledelse, hvor det har været siden. De første norske ledere var kapt. Arne Fiskaa og lt. E Kronberg Hansen. Frelsens Hærs nuværende hus i Tórshavn blev købt i 1924 og ligger midt i byen. Frelsens Hær ejer også Herbergið, som før i tiden blev bygget som ølklubben Kaggin. Nu er huset et hjem for hjemløse færinger. Frelsens Hær har også en afdeling i Vágur på Suðuroy, hvor et nyt hus blev bygget for nogle år siden.

## Teologi
En meget væsentlig del af hærens teologi, salvationismen er den såkaldte helliggørelseslære samt kravet om personlig tro på og overgivelse af sit liv til Jesus; meget af teologien er nedarvet fra metodismen. Hæren deler den Apostoliske og Nikænske trosbekendelse med andre kirker, ligesom hærens trosartikler ikke afviger væsentlig fra øvrige kirker. Udover den militære form er de største forskelle, at uniformerede medlemmer hverken ryger eller drikker samt at dåb og nadver ikke praktiseres.

## Symboler
Af symboler og særlige kendetegn kan nævnes Frelsens Hærs flag, Frelsens Hærs våben, Salvationistuniformen med distinktioner og det Røde Skjold. Hertil kommer Sølvstjerneordenen, Grundlæggerens orden og Frelsens Hærs Redningsspejderes mærker .